# Mercury (Francia)
Mercury (Mercurì in italiano, desueto) è un comune francese di 2 851 abitanti situato nel dipartimento della Savoia nella regione del Rodano-Alpi.
Il comune si trova nella valle cosiddetta Comba di Savoia.

## Società

### Evoluzione demografica
Abitanti censiti